# Рассо Баварский
Рассо Максимилиан Рупрехт Баварский (24 мая 1926 — 12 сентября 2011) — Представитель королевского дома Виттельсбахов.

## Биография
Рассо родился 24 мая 1926 года в замке Лойштеттен. Он младший сын принца Франца Баварского (1875—1957) и княжны Изабеллы Антонии фон Круа (1890—1982).Внук последнего короля Баварии Людвига III.
Он вместе с семьей эмигрировал в Венгрию в конце 1930-х годов, опасаясь преследования, пришедшими к власти нацистами. В 1945 году он вернулся в замок Лойтштеттен, так как на территорию Венгрии зашла Красная армия.
После этого он стал жить в этом замке. Его старший брат Людвиг (1913—2008) сделал его своей резиденцией. Он являлся Великим приором Баварского ордена Святого Георгия, кавалером ордена Святого Губерта и кавалером ордена Золотого руна.
По профессии Рассо был биологом. Его увлечением было разводить короткошерстых такс.
Рассо умер 12 сентября 2011 года.

## Брак и потомство
17 октября 1955 он женился на Эрцгерцогине Терезе Австрийской (род. 1931). Она дочь Теодора Сальватора Австрийского и его жены Марии Терезии Вальдбург цу Цейль и Траухбургской. Церемония прошла в замке Вальзее недалеко от Амштеттена в Австрии. В браке родилось семеро детей:
- Принцесса Мария-Терезия Баварская (род. 10 сентября 1956); вышла замуж за графа Тамаша Корниса де Гонч-Рушку; семеро детей.
- Принц Франц-Иосиф Баварский (21 сентября 1957  — 22 июня 2022), бенедиктинский священник в аббатстве Перамихо, Танзания, .церковное имя Отец Флориан
- Принцесса Елизавета Баварская (род. 22 января 1959); вышла замуж за графа Андреаса фон Кюфштейна; шестеро детей.
- Принц Вольфганг Баварский (род. 28 января 1960); женился на Беатрис Лодрон-Латерано и Кастельромано; три ребенка.
- Принцесса Бенедикта Баварская (род. 5 мая 1962); вышла замуж за графа Рудольфа фон Фрейберг-Айзенберга; четверо детей.
- Принц Кристоф Баварский (род. 5 мая 1962); женился на баронессе Гудиле фон Плеттенберг; четверо детей.
- Принцесса Гизела Баварская (род. 10 сентября 1964); вышла замуж за Александра Афифа, маркграфа Мейсенского; четверо детей.